# Schulzenkamp
Schulzenkamp ist ein Ort der Gemeinde Marienheide im Oberbergischen Kreis in Nordrhein-Westfalen.

## Lage und Beschreibung
Schulzenkamp liegt im Süden von Marienheide im Tal der Leppe. Nachbarorte sind Däinghausen, Niederwette, Niederkotthausen und Kotthausen.

## Geschichte
Seit der Preußischen Uraufnahme im Jahr 1840 ist der Ort unter der Bezeichnung „Schulzenkamp“ auf topografischen Karten verzeichnet.

## Busverbindungen
Über die im Nachbarort Niederwette befindliche Haltestelle der Linie 308 (VRS/OVAG) ist Schulzenkamp an den öffentlichen Personennahverkehr angebunden.